# Station Arna
Station Arna is een spoorwegstation in Arna aan de oostkant van de stad Bergen in Noorwegen. Het huidige station werd gebouwd in samenhang met de bouw van de Ulrikstunnel waardoor de oude route van de Vossebanen buiten gebruik werd gesteld. Dat gold ook voor het oude station in Arna. Door de tunnel is de reistijd naar Bergen verminderd tot zeven minuten.